# 当阳乡
当阳乡，是中华人民共和国重庆市巫山县下辖的一个乡镇级行政单位。

## 行政区划
当阳乡下辖以下地区：
红槽村、平定村、玉林村、里河村、高坪村和红岩村。